# Teucridium
Teucridium  é um gênero botânico da família Lamiaceae.

## Espécie
- Teucridium parvifolium

## Nome e referências
Teucridium J.D. Hooker, 1853